# Egyéni rövid program szinkronúszás a 2013-as úszó-világbajnokságon
A 2013-as úszó-világbajnokságon a szinkronúszáson belül az egyéni rövid programot július 20-án. Reggel a selejtezőket és a döntőt.

## Érmesek
| Arany                    | Ezüst               | Bronz               |
| RUS · Svetlana Romashina | CHN · Huang Xuechen | ESP · Ona Carbonell |

## Eredmény
| Helyezés  | Versenyző                | Nemzetiség | Selejtező | Selejtező | Döntő  | Döntő    |
| Helyezés  | Versenyző                | Nemzetiség | Pont      | helyezés  | Pont   | Helyezés |
| --------- | ------------------------ | ---------- | --------- | --------- | ------ | -------- |
| Aranyérem | Svetlana Romashina       | RUS        | 96.200    | 1         | 96.800 | 1        |
| Ezüstérem | Huang Xuechen            | CHN        | 95.100    | 2         | 95.500 | 2        |
| Bronzérem | Ona Carbonell            | ESP        | 94.200    | 3         | 94.400 | 3        |
| 4         | Anna Voloshyna           | UKR        | 92.100    | 4         | 92.900 | 4        |
| 5         | Yukiko Inui              | JPN        | 91.800    | 5         | 91.900 | 5        |
| 6         | Chloe Isaac              | CAN        | 91.000    | 6         | 90.600 | 6        |
| 7         | Despoina Solomou         | GRE        | 88.500    | 7         | 89.600 | 7        |
| 8         | Linda Cerruti            | ITA        | 88.400    | 8         | 89.200 | 8        |
| 9         | Jenna Randall            | GBR        | 87.500    | 10        | 87.500 | 9        |
| 10        | Mary Killman             | USA        | 88.100    | 9         | 87.300 | 10       |
| 11        | Soňa Bernardová          | CZE        | 84.900    | 11        | 85.200 | 11       |
| 12        | Kang Un-Ha               | PRK        | 84.400    | 12        | 85.100 | 12       |
| 13        | Margot de Graaf          | NED        | 83.400    | 13        | 83.400 | 13       |
| 14        | Pamela Fisch             | SUI        | 83.400    | 13        | 82.700 | 14       |
| 15        | Nadine Brandl            | AUT        | 82.100    | 15        | 81.900 | 15       |
| 16        | Kyra Felßner             | GER        | 79.100    | 16        | 80.100 | 16       |
| 17        | Etel Sanchez             | ARG        | 78.900    | 17        |        |          |
| 18        | Jana Labáthová           | SVK        | 78.800    | 18        |        |          |
| 19        | Reem Abdalazem           | EGY        | 77.200    | 19        |        |          |
| 20        | Jennifer Cerquera        | COL        | 77.100    | 20        |        |          |
| 21        | Iryna Limanouskaya       | BLR        | 76.800    | 21        |        |          |
| 22        | Greisy Gomez             | VEN        | 75.100    | 22        |        |          |
| 22        | Malin Gerdin             | SWE        | 75.100    | 22        |        |          |
| 24        | Kalina Yordanova         | BUL        | 74.900    | 24        |        |          |
| 25        | Anastasiya Ruzmetova     | UZB        | 74.000    | 25        |        |          |
| 26        | Ana Cekić                | SRB        | 71.500    | 26        |        |          |
| 26        | Anouk Eman               | ARU        | 71.500    | 26        |        |          |
| 28        | Violeta Mitinian         | CRC        | 71.300    | 28        |        |          |
| 29        | Kirstin Anderson         | NZL        | 69.900    | 29        |        |          |
| 30        | Lim Hyun-Ji              | KOR        | 69.200    | 30        |        |          |
| 31        | Au Ieong Sin Ieng        | MAC        | 67.200    | 31        |        |          |
| 32        | Kerry Beth Norden        | RSA        | 62.600    | 32        |        |          |
| 32        | Jennifer Quintana        | CUB        | 62.600    | 32        |        |          |
| 34        | Claudia Megawati Suyanto | INA        | 61.200    | 34        |        |          |
| 35        | Dhitaya Tanabunsombat    | THA        | 55.200    | 35        |        |          |